# Ansieh Khazali
Ansieh Khazali (en persan : انسیه خزعلی) est une universitaire et femme politique iranienne. Entre septembre 2021 et août 2024, elle est vice-présidente de l'Iran chargée des Femmes et des Affaires familiales au sein du gouvernement d'Ebrahim Raïssi.

## Biographie
En 1979, elle se marie à l'âge de 16 ans. Elle se consacre par la suite à l'éducation de ses quatre enfants. Lorsque le dernier termine l'école élémentaire, elle reprend des études au séminaire de Qom, puis en 1999, elle obtient un doctorat en littérature arabe à l'université de Téhéran.
De 2012 à 2016, elle est présidente de l'université Al-Zahra, un établissement public d'enseignement supérieur dédié exclusivement aux femmes et situé à Vanak, un quartier au Nord de Téhéran, en Iran.

### Vie personnelle
Ansieh Khazali est mariée et a quatre enfants.

## Positions politiques
Conservatrice, elle critique l'évolution en Iran qui conduit les couples à limiter le nombre d'enfants pour des raisons de « commodité ». Elle valorise le rôle d'éducation des enfants comme le rôle « le plus élevé » des femmes. 